# Ben Younger
Ben Younger, född 7 oktober 1972 är en amerikansk filmregissör. Younger fick sitt stora genombrott med filmen Boiler Room, som han själv skrev manus till.

## Filmografi (urval)
- The Car Thief and the Hit Man (2001)
- The Hit Man and the Investigator (2001)
- Boiler Room (2000)